# Lophotavia nigrocyanea
Lophotavia nigrocyanea là một loài bướm đêm trong họ Noctuidae.